# República distribuida
La república distribuida es un concepto de república fluida que consiste en tierras y ciudadanos dispersos por todo el mundo, que cambian con mucha más frecuencia que los estados nación convencionales. En la ficción, muchas de estas repúblicas son entidades corporativas, mientras que otras son comunidades anarquistas menos conectadas. El concepto está enraizado en el subgénero anarcocapitalista y distópico ciberpunk de la ciencia ficción, y fue ampliamente utilizado por el novelista Neal Stephenson en sus libros Snow Crash y La era del diamante.